# Eicochrysops messapus
The Cupreous Blue (Eicochrysops messapus) là một loài bướm ngày thuộc họ Bướm xanh. Nó được tìm thấy ở Africa. In South Africa it is rare và only known from the bắc part of the Limpopo Province và bắc KwaZulu-Natal.
Sải cánh dài 17–22 mm đối với con đực và 17–24 mm đối với con cái. Con trưởng thành bay quanh năm in warmer area, with peaks in tháng 10 và tháng 3. In cooler areas it is not found from tháng 4 đến tháng 9
Ấu trùng có thể ăn Thesium species.

## Phụ loài
- Eicochrysops messapus messapus (West Cape to Orange Free State)
- Eicochrysops messapus sebagadis (Guérin-Méneville, 1849) (Ethiopia)
- Eicochrysops messapus mahallakoaena (Wallengren, 1857) (miền bắc East Cape to KwaZulu-Natal, bắc Orange Free State, Mpumalanga, Gauteng, the Limpopo Province và the North West Province)
- Eicochrysops messapus nandiana (Bethune-Baker, 1906) (Kenya, Uganda, Ethiopia)